# マイク・スウィーニー
マイケル・ジョン・スウィーニー（Michael John "Mike" Sweeney, 1973年7月22日 - ）は、アメリカ合衆国カリフォルニア州オレンジ出身の元MLBのプロ野球選手（指名打者、一塁手、捕手）。
デビューから2007年までロイヤルズ一筋で、チームの看板選手として活躍した。

## 略歴
高校時代から強打の捕手として活躍し、1991年、ドラフト10巡目でカンザスシティ・ロイヤルズに捕手として入団。
1995年9月14日にメジャーデビュー。結局その年は4試合のみの出場だったが、シーズン最終戦で初安打を放っている。
1996年はマイナーリーグからのスタートとなったが、オールスター明けに再びメジャーに昇格。7月18日に捕手として初のスタメン出場を果たし、8月12日のマリナーズ戦でジェイミー・モイヤーから初本塁打を放った。最終的に打率.279、4本塁打、24打点とまずまずの成績を残した。
1997年は開幕ロースターから外れ、メジャーとマイナーを往復する時期が続いた。
1998年までは何回かトレードされそうにもなったが、1999年5月に正一塁手のジェフ・キングが突如引退を表明したため、その後任として一塁手へコンバートされた。守備の負担が軽くなったことで打撃成績も上昇し、7月18日から8月13日にかけて球団歴代3位の25試合連続ヒットを記録。最終的に打率.322、22本塁打、102打点とチームトップの成績を残し、チームの中心選手となった。
2000年も好調を維持し、206安打、打率.333、29本塁打、球団新記録となる144打点（リーグ2位）といずれも前年以上の成績を残すと共に、その年のオールスターにも初選出された。
2001年は6月に打率.392、11本塁打、29打点を記録し、プレイヤー・オブ・ザ・マンスに初選出された。8月10日のデトロイト・タイガース戦ではマウンドのジェフ・ウィーバーから吐きかけられた言葉に激怒してウィーバーに殴りかかる乱闘騒ぎを起こし、自身初の退場処分を受けている。
2002年は自己最高となる打率.340（リーグ2位）を記録。シーズン終了間際まで首位打者を争っていたが、最後の4試合で16打数2安打に終わり、マニー・ラミレス（.349）にタイトルを奪われた。
2003年まで4年連続でオールスターにも選出された。しかしこの頃から腰の故障に悩まされ、シーズンを通しての出場が困難となった。それでも2003年から2005年にかけては打率.300前後、20本塁打前後、80打点前後の成績を残している。
2006年は開幕直後から故障に悩まされ、5月初旬から8月初旬までの3カ月ほど戦線を離れた。復帰後は調子を取り戻したが、終わってみれば60試合の出場で打率.258、8本塁打、33打点という成績だった。2007年もシーズン半ばで故障し、打率.260、7本塁打、38打点と満足のいく成績を残せなかった。
2008年はオークランド・アスレチックスとマイナー契約を結び、招待選手としてキャンプに参加したが、3月24日に正式契約しロースター枠に入った。指名打者として左打ちのジャック・カストと併用される予定であった。5月19日に左膝痛のためDL入り。左膝の軟骨に穴を開ける手術を勧められたものの、復帰まで約半年間かかるために拒否。そのため、内視鏡手術を受ける。9月4日に戦線復帰を果たした。しかし、同年9月9日に戦力外通告を受けた。9月14日には、キャットフィッシュ・ハンター賞を受賞。
2009年1月29日、アスレチックス時代のベンチコーチだったドン・ワカマツが監督に就任したシアトル・マリナーズとマイナー契約。開幕ロースター入りし、5月3日のアスレチックス戦で通算200号本塁打を達成した。
2011年3月25日、現役引退を表明。翌3月26日に古巣ロイヤルズと1日契約を結び、引退セレモニーを行った。また、3月31日のシーズン開幕戦では始球式を務めた。(この時の捕手は同じくロイヤルズの看板選手だったジョージ・ブレット)

## 人物
スペイン語が堪能で、中米出身の選手ともよくコミュニケーションをとる。また、一塁の守備についている際にも、相手の選手とよく談笑している。
2003・2004年にはスポーティングニューズ誌からグッドガイに選出されるなど“良い人”として知られる。ロイヤルズ時代にはキャプテンも務めた。敬虔なカトリック教徒であり、CACの役員も務めている。
2002年に往年のヤンキースの三塁手グレイグ・ネトルズの弟で南海ホークスでもプレー経験がある元メジャー選手ジム・ネトルズの娘と結婚し、2男1女を授かっている。また、妻と共にスウィーニー家族財団で様々な慈善活動を行っている。
2007年シーズン最終戦の前日である9月29日、彼は地元紙カンザスシティ・スター紙に、地元ファン、チーム、選手達への感謝をこめた全面広告を載せた。翌日30日の対クリーブランド・インディアンス戦には、久々に一塁を守り4番で出場。1回の第一打席をファンはスタンディングオベーションでむかえた。第二打席でもプレーが遅れるほど鳴り止まず、7回に退いた際にも3回目のスタンディングオベーションが起こり、彼はダッグアウトから出てそれに応えた。最後のロイヤルズ選手としての試合は3打数ノーヒットであった。                           
なお、パドレスなどでプレーしたマーク・スウィーニーとは縁戚関係にない。

## 選手としての特徴
積極的で初球打ちを好んだ。選球眼が良く、外角の変化球に惑わされて三振することは少なかった。勝負強いバッティングと右方向への強い打球が特徴で、内角をさばくのも上手かった。健康であれば手ごわい打者であったが、背中の怪我に悩まされていた。

## 詳細情報

### 年度別打撃成績
| 年 度      | 球 団      | 試 合 | 打 席 | 打 数 | 得 点 | 安 打 | 二 塁 打 | 三 塁 打 | 本 塁 打 | 塁 打 | 打 点 | 盗 塁 | 盗 塁 死 | 犠 打 | 犠 飛 | 四 球 | 敬 遠 | 死 球 | 三 振 | 併 殺 打 | 打 率 | 出 塁 率 | 長 打 率 | O P S |
| ---------- | ---------- | ----- | ----- | ----- | ----- | ----- | -------- | -------- | -------- | ----- | ----- | ----- | -------- | ----- | ----- | ----- | ----- | ----- | ----- | -------- | ----- | -------- | -------- | ----- |
| 1995       | KC         | 4     | 4     | 4     | 1     | 1     | 0        | 0        | 0        | 1     | 0     | 0     | 0        | 0     | 0     | 0     | 0     | 0     | 0     | 0        | .250  | .250     | .250     | .500  |
| 1996       | KC         | 50    | 190   | 165   | 23    | 46    | 10       | 0        | 4        | 68    | 24    | 1     | 2        | 0     | 3     | 18    | 0     | 4     | 21    | 7        | .279  | .358     | .412     | .770  |
| 1997       | KC         | 84    | 266   | 240   | 30    | 58    | 8        | 0        | 7        | 87    | 31    | 3     | 2        | 1     | 2     | 17    | 0     | 6     | 33    | 8        | .242  | .306     | .363     | .669  |
| 1998       | KC         | 92    | 311   | 282   | 32    | 73    | 18       | 0        | 8        | 115   | 35    | 2     | 3        | 2     | 1     | 24    | 1     | 2     | 38    | 7        | .259  | .320     | .408     | .728  |
| 1999       | KC         | 150   | 643   | 575   | 101   | 185   | 44       | 2        | 22       | 299   | 102   | 6     | 1        | 0     | 4     | 54    | 0     | 10    | 48    | 21       | .322  | .387     | .520     | .907  |
| 2000       | KC         | 159   | 717   | 618   | 105   | 206   | 30       | 0        | 29       | 323   | 144   | 8     | 3        | 0     | 13    | 71    | 5     | 15    | 67    | 15       | .333  | .407     | .523     | .930  |
| 2001       | KC         | 147   | 632   | 559   | 97    | 170   | 46       | 0        | 29       | 303   | 99    | 10    | 3        | 1     | 6     | 64    | 13    | 2     | 64    | 13       | .304  | .374     | .542     | .916  |
| 2002       | KC         | 126   | 545   | 471   | 81    | 160   | 31       | 1        | 24       | 265   | 86    | 9     | 7        | 0     | 7     | 61    | 10    | 6     | 46    | 9        | .340  | .417     | .563     | .980  |
| 2003       | KC         | 108   | 463   | 392   | 62    | 115   | 28       | 1        | 16       | 183   | 83    | 3     | 2        | 0     | 5     | 64    | 5     | 2     | 56    | 13       | .293  | .391     | .492     | .883  |
| 2004       | KC         | 106   | 452   | 411   | 56    | 118   | 23       | 0        | 22       | 207   | 79    | 3     | 2        | 0     | 2     | 33    | 9     | 6     | 44    | 7        | .287  | .347     | .504     | .851  |
| 2005       | KC         | 122   | 514   | 470   | 63    | 141   | 39       | 0        | 21       | 243   | 83    | 3     | 0        | 1     | 6     | 33    | 7     | 4     | 61    | 16       | .300  | .347     | .517     | .864  |
| 2006       | KC         | 60    | 252   | 217   | 23    | 56    | 15       | 0        | 8        | 95    | 33    | 2     | 0        | 0     | 3     | 28    | 5     | 4     | 48    | 5        | .258  | .349     | .438     | .787  |
| 2007       | KC         | 74    | 289   | 265   | 26    | 69    | 15       | 1        | 7        | 107   | 38    | 0     | 0        | 0     | 2     | 17    | 4     | 5     | 29    | 9        | .260  | .315     | .404     | .719  |
| 2008       | OAK        | 42    | 136   | 126   | 13    | 36    | 8        | 0        | 2        | 50    | 12    | 0     | 0        | 0     | 1     | 7     | 0     | 2     | 6     | 3        | .286  | .331     | .397     | .728  |
| 2009       | SEA        | 74    | 266   | 242   | 25    | 68    | 15       | 0        | 8        | 107   | 34    | 0     | 0        | 0     | 3     | 17    | 2     | 4     | 31    | 4        | .281  | .335     | .442     | .777  |
| 2010       | SEA        | 30    | 110   | 99    | 11    | 26    | 3        | 0        | 6        | 47    | 18    | 2     | 0        | 0     | 1     | 9     | 0     | 1     | 14    | 3        | .263  | .327     | .475     | .802  |
| 2010       | PHI        | 26    | 58    | 52    | 10    | 12    | 2        | 0        | 2        | 20    | 8     | 1     | 0        | 0     | 0     | 5     | 0     | 1     | 7     | 2        | .231  | .310     | .385     | .695  |
| '10計      | PHI        | 56    | 168   | 151   | 21    | 38    | 5        | 0        | 8        | 67    | 26    | 3     | 0        | 0     | 1     | 14    | 0     | 2     | 21    | 5        | .252  | .321     | .444     | .765  |
| 通算：16年 | 通算：16年 | 1454  | 5848  | 5188  | 759   | 1540  | 325      | 5        | 215      | 2520  | 909   | 53    | 25       | 5     | 59    | 522   | 61    | 74    | 613   | 142      | .297  | .366     | .486     | .851  |

- 2010年度シーズン終了時
- 各年度の太字はリーグ最高

### タイトル・表彰
- アメリカンリーグ月間MVP：1回（2001年6月）
- アメリカンリーグ週間MVP：4回（1999年6月28日 - 7月4日、2001年6月25日 - 7月1日、2002年5月20日 - 5月26日、2002年6月24日 - 6月30日）
- ハッチ賞（2007年）
- カンザスシティ・ロイヤルズ球団MVP：3回（2002年、2002年、2005年）
- オークランド・アスレチックスキャット・フィッシュ・ハンター賞（2008年）
- プレイヤーズ・チョイス・アワード
  - マービン・ミラー・マン・オブ・ザ・イヤー（2005年）

### カンザスシティ・ロイヤルズ球団記録
- シーズン打点：144（2000年）
- シーズン犠飛：13（2000年）※タイ記録
- 1試合打点数：7（2004年7月22日）※タイ記録
- 1試合敬遠数：3（2004年5月9日）※タイ記録

### その他の記録
- MLBオールスターゲーム選出　5回：2000年 - 2003年、2005年
- 最多死球　1回：2000年
- 最多補殺（一塁手部門）　1回：2002年

## 参考資料
1. 1 2 3  “Sweeney purchases full-page ad to thank fans, organization” (英語).   ESPN.com (2007年9月30日). 2008年3月22日閲覧。
2. ↑  “Speaking Spanish helps K.C.'s Sweeney relate to teammates” (英語).   ESPN.com. 2008年3月22日閲覧。
3. ↑  “Royals’ Mike Sweeney relies on faith in Christ” (英語).   SportingNews. 2007年12月28日時点のオリジナルよりアーカイブ。2008年3月22日閲覧。
4. ↑  “Mike and Shara's Story” (英語).   The Mike and Shara Sweeney Family Foundation. 2008年3月22日閲覧。
5. ↑  “Boxscore - CLE vs. KCA - September 30,2007” (英語).   Baseball Cube. 2008年3月22日閲覧。
6. ↑  Gatto, Tom; Reid, Shawn and Shaw, Jeff (英語). The Baseball Register & Fantasy Handbook 2006. Sporting News. pp. 590. ISBN 0-89204-801-8
7. ↑  “Mike Sweeney - Oakland Athletics” (英語).   Sportsnet.ca. 2008年3月22日閲覧。